# Andréi Mijailichenko
Andréi Mijailichenko (Ucrania, 11 de agosto de 1981) es un gimnasta artístico ucraniano, medallista de bronce mundial en 2001 en el concurso por equipos.

## Mundial de Gante 2001
En el Mundial celebrado en Gante (Bélgica) gana la medalla de bronce en la competición por equipos, tras Bielorrusia y Estados Unidos, siendo sus compañeros de equipo: Alexander Beresh, Roman Zozulya, Sergei Vyaltsev, Ruslan Mezentsev y Andrei Lipsky.